# Mariah Bonner
Mariah Bonner (* in Baltimore, Maryland) ist eine US-amerikanische Schauspielerin.

## Leben
Mariah Bonner erhielt Schauspiel-, Tanz- und Gesangsunterricht in London (The Guildhall School of Music&Drama) und Paris (Cours Florent und Centre de Danse Goube), sowie Ballettunterricht (Ballet Theater of Annapolis). Sie spricht französisch und englisch, wobei sie noch einen britischen, französischen, russischen, irischen, italienischen oder spanischen Akzent mit einbinden kann.
Ihr erstes Engagement vor der Kamera, war im Jahr 2004, dort verkörperte Bonner den Charakter April in dem französischen Fernsehfilm Qui mange quand? in einer Nebenrolle. Im Jahr 2009 sah man sie in dem Kurzfilm Ma cité, mon histoire als Katherine. Ab dem Jahr 2010 erhielt sie mehrere Aufträge, so sah man sie in dem Horrorfilm Maskerade als Hillary, als Margaux in der Fernsehserie Rules of Engagement und dem noch nicht veröffentlichten Kurzfilm The Split als Shelly. Zudem war sie in dem mehrfach prämierten Film The Social Network von David Fincher als Torie zu sehen. Im Jahr darauf hatte sie einen Gastauftritt als Iona Vaci in der Fernsehserie CSI: Den Tätern auf der Spur. In dem Actionfilm Freerunner erhielt sie eine Nebenrolle als Deedee. In der Comedyserie Jane by Design sah man sie in einer Episode als Xandra. In dem Thriller The Door aus dem Jahr 2012 verkörperte Bonner die Rolle der Maggie. In Universal Soldier: Day of Reckoning ist sie neben Jean-Claude Van Damme und Dolph Lundgren in der Hauptrolle der Sarah zu sehen. Der Film feierte am 23. August 2012 auf dem Fantasy Filmfest in Hamburg Premiere. 2015 war sie neben Julie Engelbrecht in dem Musikvideo Supergirl von Anna Naklab und Alle Farben zu sehen.

## Filmografie (Auswahl)
- 2004: Qui mange quand? (Fernsehfilm)
- 2009: Ma cité, mon histoire (Kurzfilm)
- 2010: Maskerade
- 2010: Rules of Engagement (Fernsehserie, Folge Mannequin Head Ball)
- 2010: The Social Network
- 2011: CSI: Den Tätern auf der Spur (CSI: Crime Scene Investigation, Folge Unleashed)
- 2011: Freerunner
- 2011: The Split (Kurzfilm)
- 2012: Jane by Design (Fernsehserie, Folge The Look Book)
- 2012: L2 Living (Pilotfolge, My Girlfriend Dated Fabio)
- 2012: Universal Soldier: Day of Reckoning
- 2012: Got Rights? (Kurzfilm)
- 2012: Shadow People (The Door)
- 2014: Starve
- 2015: Video zu Supergirl von Anna Naklab und Alle Farben.[1]
- 2016: Saltwater: Atomic Shark (Saltwater) (Fernsehfilm)
- 2017: Scorpion Folge 3x13, Keep It in Check, Mate als (Natalya Abelev)